# Kristen Simonsen
Kristen Simonsen (født 5. september 1874 i Nyborg og død 6. januar 1934) var en dansk lærer, lærebogsforfatter og foregangsmand inden for naturhistorie som undervisningsfag.

## Liv og virke
Simonsen blev student i 1897 (dimitteret privat), var fra d. 1/8 1897 lærer ved Schneekloths Latin- og Realskole og siden 1/8 1899 lærer ved Borgerdydskolen i København, og blev uddannet cand.mag. i 1904. Modsat de fleste andre kandidater omkring 1900, som ofte havde flere sidefag, var han bredt uddannet i naturhistorie, geografi, fysik og kemi. Han begrænsede derfor ikke sit interessefelt til et enkelt fag, men blandede sig i debatterne om samtlige naturfag og arbejdede ivrigt for at fremme disse i undervisningen. Sammen med lektor C. C. Christensen i Roskilde var han blandt banebryderne for geologien som undervisningsfag.
Efter at have undervist forskellige steder blev han i 1907 lærer ved Sorø Akademi. Gennem sin praktiske lærergerning, ikke mindst ved Sorø Akademi, virkede Simonsen for en inddragende og eksperimenterende naturhistorieundervisning, og var som dette inspiration for mange af den tids studerende, blandt andre geologen S.A. Andersen.

### Foregangsmand i naturhistorieundervisning
Banebrydende var Kristen Simonsens første lærebog fra 1902, "Lille Kemi", en kemibog med elevforsøg, som han allerede som lærerstuderende skrev sammen med Hans Rasmussen. Bogen bragte ham en del kritik fra den ældre lærerstand. Tidligere havde kemi mest været betragtet som "juleforsøg" og var ikke et selvstændigt skolefag med fast timetal. Kritikken er kendetegnet for den tidlige konflikt mellem pædagoger og fagfolk i dansk undervisning; mellem inddragende og eksperimenterende læring mod den traditionelle udenadslære og formidling fra lærer til elev.
Denne nye pædagogik skal ses som en del af de demokratiserings- og lighedstanker, som blev grundlaget for skoleloven 24. april 1903. Under forberedelsen af loven 1899-1903 sad Simonsen i det fagudvalg, der udarbejdede læseplaner for naturhistorie og geografi. Skolelovene indførte bl.a. mellemskolen og samtidig fik kvinder lov til at tage en gymnasieuddannelse. Men de nye undervisningsmetoder forsøgte man nu at tage udgangspunkt i barnets natur og udvikling. Børn og unge skulle nu ikke bare kun lære ved at modtage (lytte og læse), men ved at gøre og erfare.
Det nye syn på eleverne, undervisningsmetoderne og den nye skolelov, stillede større krav til både lærerne og lærebøgerne. Simonsen udgav derfor siden, dels sammen Vilhelm Balslev, Hans Rasmussen og Jacob Fischer m.fl. en række stærkt benyttede lærebøger i naturfag for både mellem- og folkeskolen, realklassen og lærerseminariet. Mange af hans naturhistoriebøger var så benyttede både i mellemskole- og folkeskoleudgave at de udkom i adskillige oplag helt op i 1960'erne.
Kristen Simonsen, der også var meget geologisk interesseret, var et ivrigt medlem af Dansk Geologisk Forening fra 1902 og indtil kort før sin død i 1934. I forbindelse med Hjemstavnsstævnet i Sorø, 1927, var han geologisk fører og udgav samme år en artikel, "Sorøegnens Geologi" .

### Dansk Magisterforenings første formand
Simonsen var blandt de 149 magistre, primært lærere ansat ved de statslige gymnasier, som d. 28. april 1918 oprettede Almindelig Dansk Cand.Mag. Organisation (ADCMO), i dag kaldet Dansk Magisterforening. Formålet var dels at sikre højere løn, dels arbejde for at kun magistre kunne ansættes som undervisere i gymnasieskolerne. Kristen Simonsen valgtes til foreningens første formand 1918-1920. Foreningen vandt hurtigt tilslutning og var efter 6 måneder var der 193 medlemmer og efter et år 334 medlemmer, og kunne dermed organisere ca. 75 pct. af alle magistrene på gymnasieskolerne.

### Familie
Kristen Simonsen var søn af tømrer Niels Simonsen, Nyborg. Han blev gift med Rigmor f. Hansen (død 1944) med hvem han fik fem børn: Tre døtre; cand.mag. Grete Bundgaard (f. Simonsen), født 1. okt. 1916 i Lyngby ved Sorø, gift d. 3. januar 1938 med professor Svend Bundgaard, Inger Harsberg (f. Simonsen) og lektor, cand.mag. Bodil Lange (f. Simonsen), født i Lynge d. 16. juni 1918, gift d. 24. november 1943 med professor, dr.phil. Morten Lange; og to sønner; Poul Simonsen og Niels Emil Simonsen.

## Udvalgt bibliografi
- "Lille Kemi" af Hans Rasmussen og Kristen Simonsen, Nordisk Forlag, 1902
- "Uorganisk Kemi for Mellemskolen" af Hans Rasmussen og Kristen Simonsen, 1905
- "Fysik for Mellemskolen" 1+2, af Hans Rasmussen og Kristen Simonsen, 1907
- "Lille Naturlære", af Hans Rasmussen, Kristen Simonsen og Jacob Fischer, 1908
- "Opgaver i Naturlære til Brug ved Elevforsøg i Mellemskolen" af Hans Rasmussen og Kristen Simonsen, 1907-09
- "Biologi for gymnasiets matematisk-naturvidenskabelige linie" (senere "Biologi"), Kristen Simonsen, 1914
- "Elektricitetslære for Realklassen" af Jacob Fischer og Kristen Simonsen, 1924
- "Botanik for mellemskolen" af Vilhelm Balslev og Kristen Simonsen. P. Haase & Søns Forlag, 1925
- "Danske Plantesamfund" af Vilhelm Balslev og Kristen Simonsen
- "Lille Flora - til skolebrug" af Hans Rasmussen og Kristen Simonsen, P. Haase & Søns Forlag (optryk i adskillige udgaver, bl.a. 1948 + 1961)